# Ист Бронсон (Флорида)
Ист Бронсон (енгл. East Bronson) насељено је место без административног статуса у америчкој савезној држави Флорида.

## Демографија
По попису из 2010. године број становника је 1.945, што је 870 (80,9%) становника више него 2000. године.
| Група             | 2000.       | 2010.         |
| Белци             | 854 (79,4%) | 1.514 (77,8%) |
| Афроамериканци    | 62 (5,8%)   | 108 (5,6%)    |
| Азијати           | 3 (0,3%)    | 6 (0,3%)      |
| Хиспаноамериканци | 120 (11,2%) | 268 (13,8%)   |
| Укупно            | 1.075       | 1.945         |